# Chironomus curabilis
Chironomus curabilis is een muggensoort uit de familie van de dansmuggen (Chironomidae). De wetenschappelijke naam van de soort is voor het eerst geldig gepubliceerd in 1990 door Belyanina, Sigareva & Loginova.